# Institut für Ökologie und Politik
Das Institut für Ökologie und Politik (Ökopol) erarbeitet wissenschaftliche und politische Strategien für eine ökologische Zukunftsgestaltung. Es wurde 1989 in Hamburg gegründet.
Ökopol ist europaweit in der strategisch-konzeptionellen Umweltberatung tätig. Arbeitsschwerpunkt ist der stoff- und prozessbezogene Umweltschutz (Abfallpolitik, Produktpolitik, Ressourcenschutz, anlagenbezogener Umweltschutz und Chemikalienpolitik).
Zu den Auftraggebern zählen die EU-Kommission, die öffentliche Verwaltung (Bundesbehörden, Landesbehörden und kommunale Behörden), Spitzenverbände der Wirtschaft, Unternehmen und NGOs.